# Ури, Жерар
Жера́р Ури́ (фр. Gérard Oury, настоящие имя и фамилия Макс-Жерар Ури Танненбаум; 29 апреля 1919, Париж — 19 июля 2006, Сен-Тропе) — французский режиссёр-комедиограф. Снимал комедии разных жанров: криминальную комедию, приключенческую комедию, сатирическую комедию. Работал с такими комиками французского кино, как Пьер Ришар, Луи де Фюнес, Бурвиль, Жан-Поль Бельмондо и другими.

## Биография
Жерар Ури родился 29 апреля 1919 года в еврейской семье. Его отец Серж Лазарь Танненбаум (1891—1969), уроженец Хомска, был скрипачом; мать — Марселла Ури (1894—1980), журналистка, внучка тулузского раввина Леона Ури (1825—1900), чья семья происходила из Эльзаса.
Актёрскому искусству учился на курсах Р. Симона и в Высшей национальной консерватории драматического искусства. В 1938 был приглашен в «Комеди Франсез», но воспользоваться приглашением не смог: началась война, и он, скрываясь от депортации, уехал в Швейцарию, где много выступал в театре. В Париж вернулся лишь после освобождения Франции. Здесь продолжал работать в театре и одновременно снимался в кино — в фильмах «Антуан и Антуанетта» (1947) Ж. Беккера, «Вот она, красавица» (1949) Ж. П. Ле Шануа, «Спиной к стене» Э. Молинаро (1958).
Быстро завоёвывает репутацию крепкого и изобретательного сценариста фильмов А. Кайата «Двустворчатое зеркало» (1958) и Кристиан-Жака «Бабетта идет на войну» (1959). Он опирается на тщательно продуманные гэги, которые им забавно обыгрываются. Дар комедиографа у Ури раскрывается постепенно. В 1960 году он поставил по собственному сценарию фильм «Горячая рука», в следующем — «Угроза» и в 1962 — «Преступление не выгодно».
1964 год имеет особое значение в биографии Ури: он поставил по своему сценарию «Разиню», предложив две разнокалиберные комические роли Бурвилю и де Фюнесу. Огромный успех этого фильма показал, что находка была удачной. Естественно, что Ури в 1966 ставит с ними ещё одну комедию — «Большую прогулку». Постепенно он всё более оттачивает стиль своих «тандемных фильмов». Он снимает Бурвиля и Бельмондо в фильме «Супермозг» (1968).
В 1970 Ури задумал новую комедию — «Мания величия» (выйдет в 1971). Главная роль в сценарии была написана «под Бурвиля», но неожиданная смерть актёра (23 сентября 1970) заставит Ури «приспособить» эту роль под Ива Монтана. Также в комедии снялся Луи де Фюнес.
За этим следует картина для Пьера Ришара и Виктора Лану «Побег» (1978), а также «сольные» комедии для любимцев режиссёра: де Фюнеса («Приключения раввина Якова»,1973), Пьера Ришара — («Укол зонтиком», 1980), Жан Поля Бельмондо («Ас из асов», 1982), а также Колюша (малоуспешный фильм «Месть пернатого змея», 1984).
В 1987 году Ури опять делает «тандемную» картину, на этот раз с новыми для него актёрами — М. Бужена (Michel Boujenah) и Р. Анконина (Richard Anconina), «Леви и Голиаф», а позднее, в фильме «Призрак с шофёром», снимает Филиппа Нуаре и Жерара Жюньо (1996).
Жерар Ури умер 19 июля 2006 года.

## Семья
С 1958 года и до конца жизни был женат на звезде кино и сцены, актрисе Мишель Морган. Дочь — сценаристка Даниэль Томпсон, автор сценариев к таким фильмам, как «Бум», «Бум 2» (в соавторстве с Клодом Пиното). 

## Фильмография

### Режиссёр
- 1960 — Горячая рука
- 1961 — Угроза
- 1962 — Преступление не выгодно
- 1965 — Разиня
- 1966 — Большая прогулка
- 1969 — Супермозг
- 1971 — Мания величия
- 1973 — Приключения раввина Якова
- 1978 — Побег
- 1980 — Укол зонтиком
- 1982 — Ас из асов
- 1983 — Месть пернатого змея
- 1987 — Леви и Голиаф
- 1989 — Ванильно-клубничное мороженое
- 1993 — Жажда золота
- 1996 — Призрак с шофёром
- 1998 — Шпунц

### Сценарист
- 1958 — Двустворчатое зеркало
- 1959 — Бабетта идёт на войну
- 1959 — Вы хотите потанцевать со мной?
- 1960 — Горячая рука
- 1964 — Разиня
- 1966 — Большая прогулка
- 1969 — Супермозг
- 1971 — Мания величия
- 1973 — Приключения раввина Якова
- 1978 — Побег
- 1980 — Укол зонтиком
- 1982 — Ас из асов
- 1987 — Леви и Голиаф
- 1993 — Жажда золота
- 1996 — Зеркало имеет два лица
- 1998 — Шпунц

### Актёр
- 1946 — Антуан и Антуанетта — галантный клиент
- 1949 — Вот она, красавица
- 1949 — Гесклен — Карл V, король Франции
- 1951 — Гару-гару, проходящий сквозь стены
- 1951 — Ночь — моё царство — Лионель Моро, жених Луизы
- 1954 — Отец Браун
- 1956 — Лучшая часть
- 1958 — Спиной к стене — Жак Декрэ
- 1963 — Приз